# عقاب الباز الأسود
عقاب الباز الأسود (الاسم العلمي: Spizaetus tyrannus) يُعرف أيضًا باسم عقاب الباز الطاغي. هو نوع من العقبان يوجد من وسط المكسيك عبر أمريكا الوسطى في جنوب البرازيل إلى كولومبيا، وشرق بيرو، و حتى شمال الأرجنتين. هناك نويعان معروفان منه، S.t. tyrannus، الموجود في جنوب شرق البرازيل وشمال شرق الأرجنتين، و S. t. serus, الأصغر قليلاً. والذي يمكن العثور عليه في أرجاء نطاق الأماكن الأخرى للنوع. تشمل موائلها المفضلة الغابات الرطبة والندية القريبة من الأنهار وأنواع عديدة من الغابات. من غير المألوف أن تكون شائعة إلى حد ما في معظم أنحاء مداها. أقرب أقاربها هو عقاب الباز المنمق، والذي يتشابه في الحجم والمظهر والسلوك ولكنه يعيش في ارتفاعات منخفضة.